# Brvenik Naselje
Brvenik Naselje (en serbe cyrillique : Брвеник Насеље) est un village de Serbie situé dans la municipalité de Raška, district de Raška. Au recensement de 2011, il comptait 393 habitants.

## Démographie
| 1948 | 1953 | 1961 | 1971 | 1981 | 1991 | 2002 | 2011 |
| ---- | ---- | ---- | ---- | ---- | ---- | ---- | ---- |
| 169  | 155  | 208  | 253  | 283  | 414  | 408  | 393  |

|  |